# تحررية أصلية

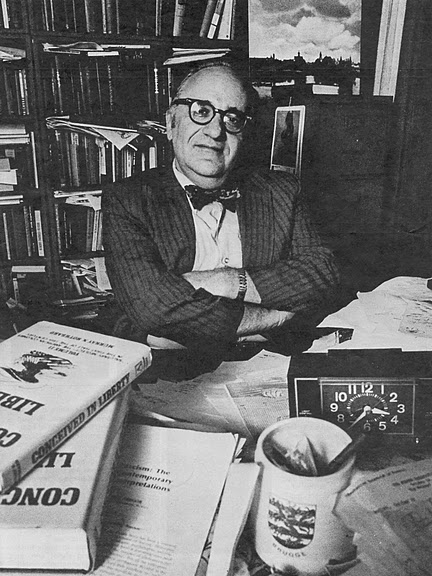

التحررية الأصلية أو الليبرتارية الأصلية أو باليولبيرتارية (بالإنجليزية: Paleolibertarianism)‏؛ مجموعة من الأفكار الليبرتالية التي طوّرها منظّرو اللاسلطوية الرأسمالية موراي روتبارد ولو روكويل، تمزجُ بين القيم الثقافية المحافِظة وفلسفة اجتماعية ذات نفَسٍ ليبرتاريّ معارِضٍ للتدخل الحكومي.

## المنطلقات
وفقًا لروكويل، تعود جذور التحررية الأصليّة إلى مفكرين من أمثال «لودفيج فون ميزس، وألبيرت جيه نوك، وجاريه جاريت، وسائر حركة اليمين القديم خلال فترة ما بين الحربَين العالميّتين والتي عارضت برامج الصفقة الجديدة الاقتصادية وفضّلت الجمهورية القديمة». كما ميّزت نفسها عن الليبرتاريين الجدد، أو «لبيرتاريّة الطريق الدائري» (وهو مصطلح أطلقه صقور الليبرتاريّين على الليبرتاريين الذين كسِبوا بعض السلطة في العاصمة واشنطن)، وعن الليبرتارية اليسارية، وليبرتارية نمط الحياة. كما يذكر روكويل أنّ «التحررية الأصلية قد تصالحت مع فكرة الدين كقاعدة للحرية، والملكيّة، والنظام الطبيعي».
نمت التحررية الأصلية كرد فِعل معارض للتقدميّة الاجتماعية التي تميّزت بها الليبرتارية السائدة. في مقاله «دفاعًا عن التحررية الأصلية»، اتهم روكويل الليبرتارية السائدة بكونها «تكره الثقافة الغربية». كما جادل بأن «التصوير الإباحي، والتفكير الحرّ، والرسم الفوضوي، والموسيقا الأتوناليّة، والأدب التفكيكي، ومِعمار باوهاوس، والأفلام الحداثية، جميعها لا ترتبط بأي أجندة ليبرتارية –مهما ادّعى الكثيرون من أفراد الليبرتاريّة بأنّهم يستمتعون بها». أما عن الليبرتاريين الأصليين فقد كتب ما يلي: «إننا نلتزم بتقاليد السلوك والذوق، لأنه علينا أن نلتزم بها». بعد شرحه سبب تقديم المحافظين ثقافيّاً حجة بالِغةً دفاعاً عن الحرية للطبقة الوسطى، تكهّن روكويل: «في الحركة الجديدة، فإن الليبرتاريين الذين يجسّدون الفساد الحالي سيتيهون في نظامهم الطبيعي، وحزبهم الليبرتاري، الذي لم يكن سوى منبرهم الشيطاني».

## التاريخ المبكر
في مقاله «شعبوية اليمين: إستراتيجية للحركة التحررية الأصليّة»، تطرّق روتبارد إلى مدى مقدرة الليبرتاريين الأصليين الانخراط في «برامج توعية ذوي الأعناق الحمراء (الريد نيكس)» تكون راسخةً في التيار المحافِظ الثقافي والليبرتارية الراديكالية. وذكر روتبارد السيناتور الأمريكي السابق جوزيف مكارثي كمثالٍ على شخصيات الحركة الجديدة.
في تسعينيات القرن العشرين، «تشكّل الحِلف بين المحافظين الأصليين والليبرتاريين الأصليين»، متخذين من نادي جون راندولف مركزًا لهم والذي أسسه توماس فليمنغ الكاثوليكي التقليدي. ساند كلٌّ من روكويل وروتبارد المرشح الجمهوري ذي التوجّهات المحافظة الأًصلية بات بيوكانان في الانتخابات الأمريكية الرئاسية في العام 1992، ووصفا بيوكانان على أنه القائد السياسي لحركة «الباليو». في العام 1992، أعلن روتبارد أنه «في حال كان بات بيوكانان قائدنا، فسنهزم الديمقراطية الاشتراكية».
بعد ثلاث سنوات، قال روتبارد إن بيوكانان آمن زيادةً عن اللزوم بالتخطيط الاقتصادي والسلطة المركزية للدولة، وهو ما دفع الليبرتاريين الأصليين في نهاية المطاف للانفضاض عنه وسحب دعمهم له. إضافةً لما طرحه بيوكانان من «النزعة القومية الاقتصادية»، اشتكى باول غوتفريد لاحقًا من نقص الدعم، والنزاع الداخل، وعداء الإعلام أو التعتيم الإعلامي التام، وتشويه سمعتهم على أنهم «عنصريون» و«معادون للسامية».

## الجدل
تصف عالمة السياسة والناشطة جين هارديستي التحررية الأصلية على أنها تستلزم «عنصرية واضحة، معاداةً للسامية، وتمييزًا على أساس الجنس». تذكر كذلك مديح روتبارد لكتاب «منحنى الجرس» الذي يقدّم ذكاء الأفراد السود على أنه إحصائيّاً أقلّ منه لدى غيرهم من الأعراق. كما تذكر حقيقة نشر مجلّة روتبارد-روكويل ريبورت مقالًا كتبه سام فرانسيس، يؤكّد فيه على أنه «من بين العِرقَين الرئيسيين الموجودين في الولايات المتحدة، يتميّز واحدٌ منهما فقط بالقدرة على الإبداع والاستدامة» للمستويات المناسبة للحضارة.

### رسائل رون بول الإخباريّة
أكدت مجلّة ريزون الليبرتارية على أن «عدّة ناشطين ليبرتاريّين عريقين -بمَن فيهم بعض المقرّبين من رون بول للآن- ذكروا أن كاتب الظلّ الرئيسي لدى بول هو: مؤسس معهد لودفيغ فون ميزيس، لو روكويل جونيور». أنكر روكويل ذلك جملةً وتفصيلًا.

## الإحياء

### الولايات المتحدة
في العام 2012، جادل الكاتب السابق في ناشونال ريفيو جون ديربيشير بأنه «منذ أن انضم لو روكويل إلى لارازا» (في إشارة إلى المقال المنشور على موقع LewRockwell.com والذي دعا بلينٍ إلى فتح الحدود) فإن هانز-هيرمان هوبه هو آخر الليبرتاريين الأصليين الثابتين على الموقف. رغم ذلك فإن التحررية الأصلية ما زالت موجودة في الولايات المتحدة، بوجود كارين دي كوستر، وجاستين ريموندو اللذين ما زالا يستخدمان المصطلح ليعرّفا عن نفسيهما، خلال وبعد الحملات الرئاسية التي خاضها رون بول.
في حركة مشابهة لدعم وروتبارد للمرشح الرئاسي بات بيوكانان سابقًا، كان لو روكويل متعاطفًا مع إمبراطور العقارات الشهير دونالد ترامب عندما خاض انتخابات الرئاسة في العام 2016، وبالأخص دعمًا لسياسة ترامب المتشددة تجاه هجرة المكسيكيين إلى أمريكا. كان لجاستين ريموندو نفس الموقف، إذ انتخب ترامب بسبب مواقفه من السياسة الخارجية. يُذكر أنه قبل الانتخابات الرئاسية في العام 2016 نصح اللاسلطوي-الرأسمالي وعالم الاقتصاد المنتمي للمدرسة النمساوية للاقتصاد والتر بلوك خلال مناظرة ضد رئيس تحرير Reason.com، نيك جيليسبي، نصح الليبرتاريين وخصوصًا أولئك الذين يقطنون في الولايات ذات الثقل الأكبر انتخابيّاً بالتصويت لترامب، بدلًا من مرشح الحزب الليبرتاري، غاري جونزن، ذاكرًا الاختلافات التي تخص السياسة الخارجية بين المرشحًّين الجمهوري والديمقراطي المتقدّمين.
تماشيًا مع هذه الآراء، أصدرت الكاتبة الصحفية الباليوليبرتارية، إيلانا ميرسير، في يونيو 2016 كتابًا عن الرئيس الحالي دونالد ترامب. كان كتاب «ثورة ترامب: تفكيك دمار ترامب الخلّاق» أول وثيقة فاحصة ناقدة لترامب الذي كان حينها مرشحّاً رئاسيّاً، من وجهة نظر ليبرتارية يمينيّة. لاحظ الباحث الليبرتاري-الموضوعي الدكتور كريس ماثيو سيابارا في مناقشته لكتاب ميرسير أن ميرسير كانت تؤيّد «ليس بالضرورة سياسات ترامب، بل «سيرورة ترامب»». ووفقًا لسيابارا فأكثر حجج ميرسر إثارةً للاهتمام هي «ترسيخ الحرية من خلال تحطيم دونالد ترامب نظام الغنائم السياسية المشبّك: عقدة الإعلام، وعقدة السياسة والحزب، وعقدة المدّعي المحافِظ. في عصر الحكومة غير الدستورية -سواء كانت ديمقراطية أم جمهورية- فيمكن لعملية التدمير المبدعة هذه أن ترفع من حاصل الحريّة الناتج».
ذكر جيف ديست، رئيس معهد ميزس، مجمّع الفكر الليبرتاري الداعي لأفكار روتبارد اللاسلطوية-الرأسمالية المتبنّية لأفكار المدرسة الاقتصادية النمساوية، أن الكتابات التي قرأها من إنتاج اليمين البديل «مثيرة للاهتمام... وإلى حدّ ما تجديديّة». في العام 2017، ختم ديست خطابًا له في معهد ميزس بعنوان «إلى الليبرتاري الجديد»، بقوله: «بمعنىً آخر، ما تزال روابط الدم، والأرض، والرب، والأمة مهمّة بالنسبة للأفراد. يُغفل الليبرتاريون هذا بداعي عدم جدواها». أدى هذا إلى نقد من الليبرتاري الكلاسيكي-الجديد، ستيف هورويتز الذي حاجج بأن، «استحضار فكرة «الدم والأرض» على أنهما شيءٌ ينبغي لليبرتاريين أن يأخذوه بالحسبان كاهتمام وجيه وذي جاذبية، هذا ما يجب أن تقشعر له الأبدان. تلك العبارة، ذات التاريخ الذي يعود إلى القرن التاسع عشر على الأقل، كانت محورية في أدبيات الحركة النازية وكانت جوهر تبريرهم لإبادة الشعوب التي لم تكن ذات صِلةٍ بالوطن الألماني». لهذا السبب، قال هورويتز إن الليبرتارية لا يجب أن تكون مبنية على ارتباطات ضيقة مثل العائلة، أو الدين، أو الثقافة، أو المجتمع المدني، ولكن على «التسامح الليبرالي، والعالميّة، والكونيّة، أن تضع حرية وتآلف جميع الشعوب فوق أي مصالح مفترضة لأي جماعة فرعيّة ضيّقة، وخصوصًا تلك التي تُعرّف وفقًا للحدود المصطنعة للدول والأمم وما دونهما».